# Mršinci
Mršinci (en serbe cyrillique : Мршинци) est une localité de Serbie située sur le territoire de la Ville de Čačak, district de Moravica. Au recensement de 2011, elle comptait 1 262 habitants.

## Démographie

### Évolution historique de la population
| 1948  | 1953  | 1961  | 1971  | 1981  | 1991  | 2002  | 2011  |
| ----- | ----- | ----- | ----- | ----- | ----- | ----- | ----- |
| 1 034 | 1 085 | 1 229 | 1 347 | 1 392 | 1 342 | 1 359 | 1 262 |

|  |